# Come la vita
Come la vita è un romanzo di Paco Ignacio Taibo II con protagonista lo scrittore Josè Daniel Fierro.
Fu pubblicato in origine in Messico col titolo La vida misma nel 1987, in Italia uscì nel 2004 ad opera di Donzelli Editore.
Il libro ha vinto nel 1988 il premio Dashiel Hammet alla Semana Negra de Gijón quale miglior romanzo giallo scritto in Castigliano.

## Trama
L'amministrazione della città mineraria di Santa Ana, retta da una giunta popolare ma circondata da amministrazioni locali e nazionali del PRI si reca a Città del Messico per convincere lo scrittore José Daniel Ferro ad accettare l'incarico di Capo della polizia. Dopo un'iniziale perplessità lo scrittore accetta e si trasferisce a Santa Ana dove poco a poco entra nei meccanismi dell'amministrazione e della vita cittadina. Fatto segno a due attentati si trova a indagare sulla morte di una giovane americana trovata uccisa, accoltellata e nuda nella chiesa della città. Mentre la giunta cittadina cerca di continuare la sua vita con misure a favore della popolazione economicamente svantaggiata nonostante la minaccia di intervento da parte del governo centrale Ferro continua ad indagare.
Scopre così che la ragazza aveva avuto un figlio sei anni prima con un bancario, autore di un grosso furto, che si era poi rifugiato a Santa Ana. Capitata in città nella sua veste di fotografa, richiamata dal clamore mediatico creato dalle caratteristiche dell'amministrazione, aveva riconosciuto il padre di suo figlio che in veste di latitante era protetto da una organizzazione che comprendeva diversi soggetti della vecchia amministrazione.
Mentre i complici si uccidono fra loro, Ferro riesce ad arrestare il mandante, proprio mentre il governo con la scusa di mantenere l'ordine pubblico pone fine all'esperienza dell'amministrazione arrestando tutta la giunta.

## Personaggi
José Daniel Ferro - protagonista, cinquantaduenne scrittore di romanzi gialli accetta la carica di Capo della polizia di Santa Ana.
Ana - moglie di Ferro, appare solo nelle prime pagine ma è destinataria delle lettere che le scrive Josè e che permettono di avere informazioni sulla sua vita privata e sulle esperienze a santa Ana.
Benjamin Correa – sindaco trentaduenne di Santa Ana
Barrientos – vicecomandante della polizia detto “il Cieco” per la sua mira infallibile.

### Edizioni in Italia
- Come la vita, traduzione di Bianca Lazzaro, Roma, Donzelli Editore, 1998,  p. 176, ISBN 978-88-7989-060-1.
- Come la vita, traduzione di Bianca Lazzaro, Milano, Net, 2004,  p. 176, ISBN 88-515-2101-8.